# 贝尔多夫
贝尔多夫（德语：法语：Berdorf）是卢森堡东部的一个市镇和小镇，属于埃希特纳赫县。贝尔多夫以周围的砂岩岩石而闻名。 

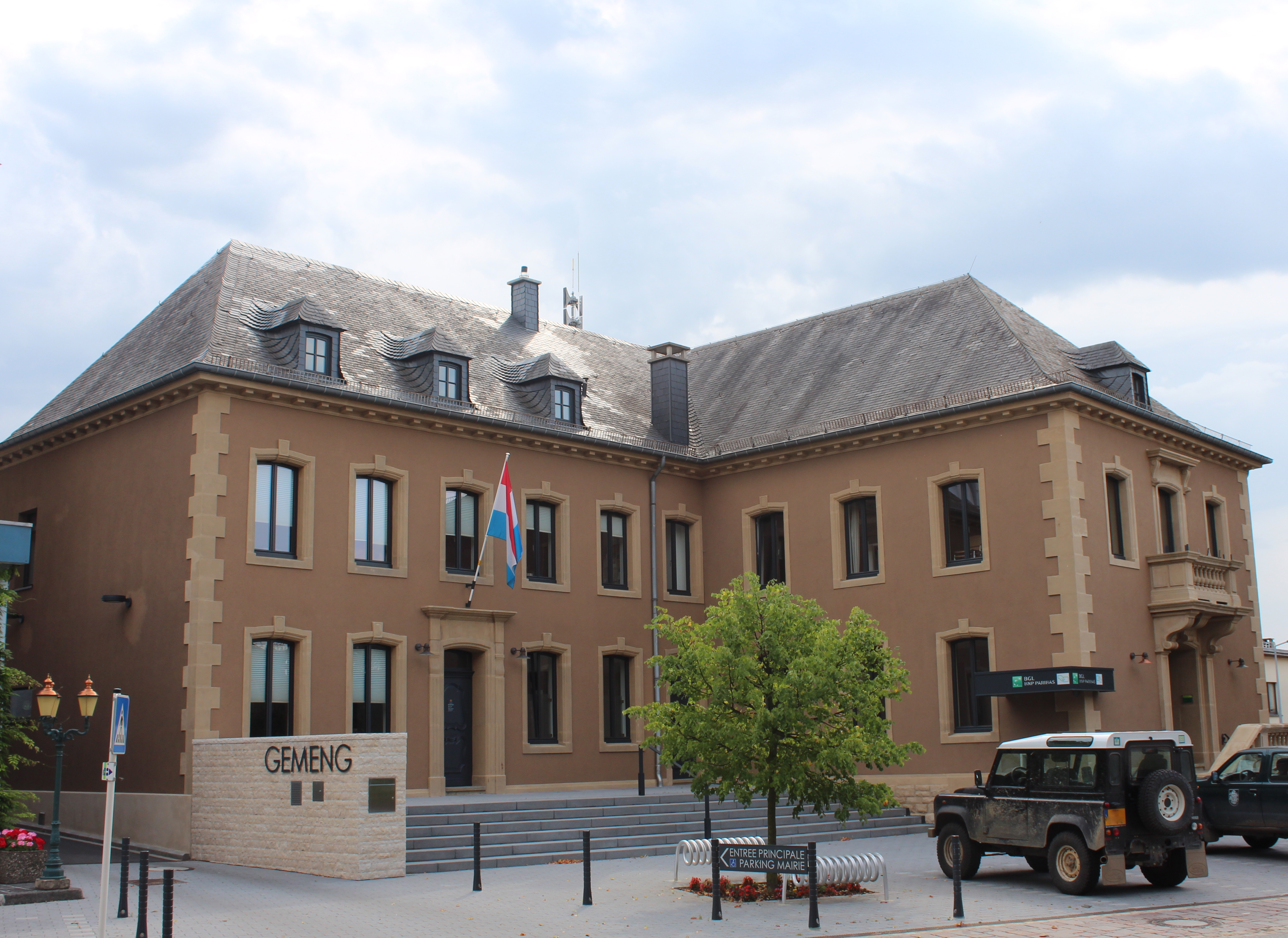
贝尔多夫市政厅
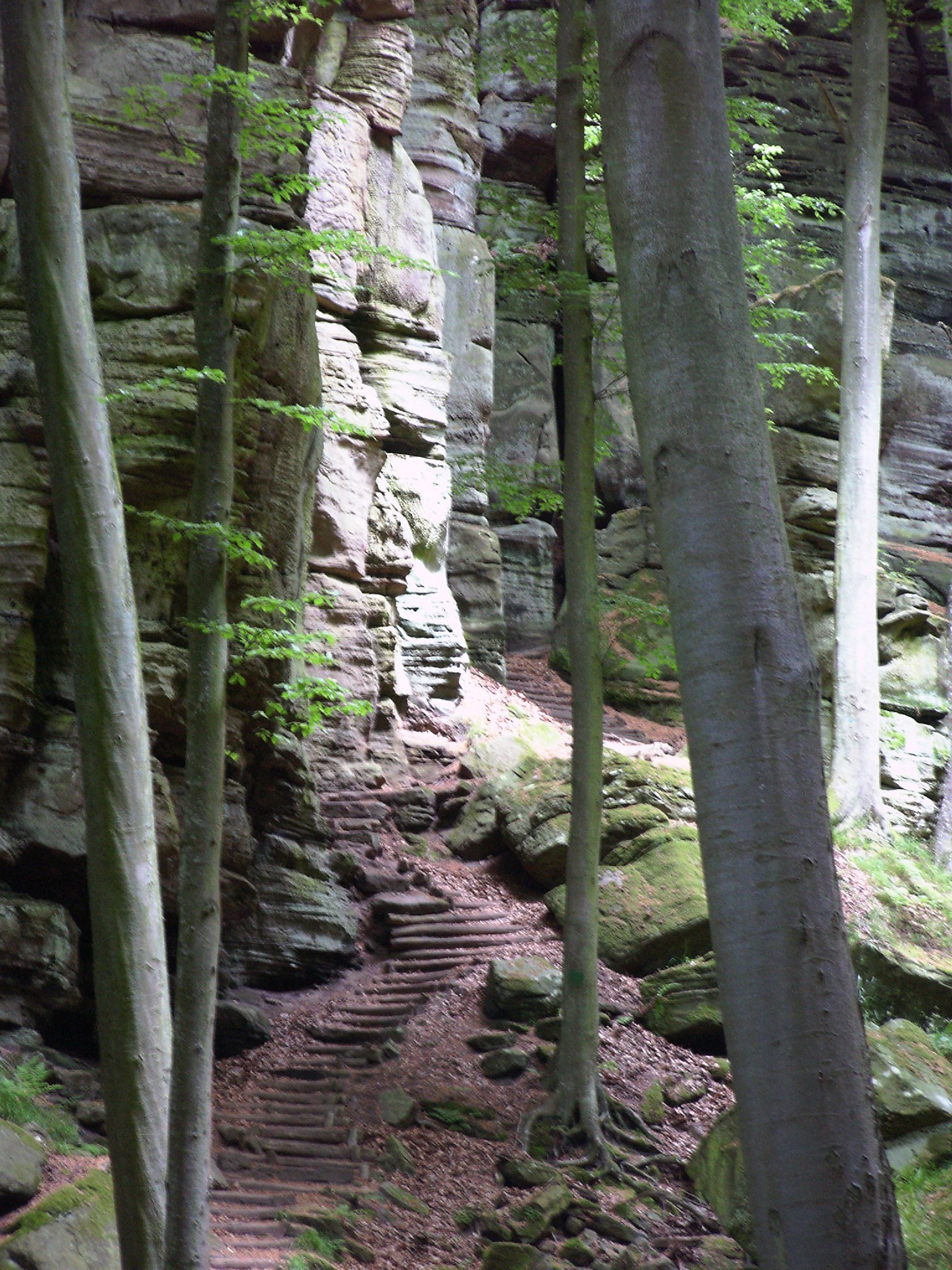
砂岩岩石
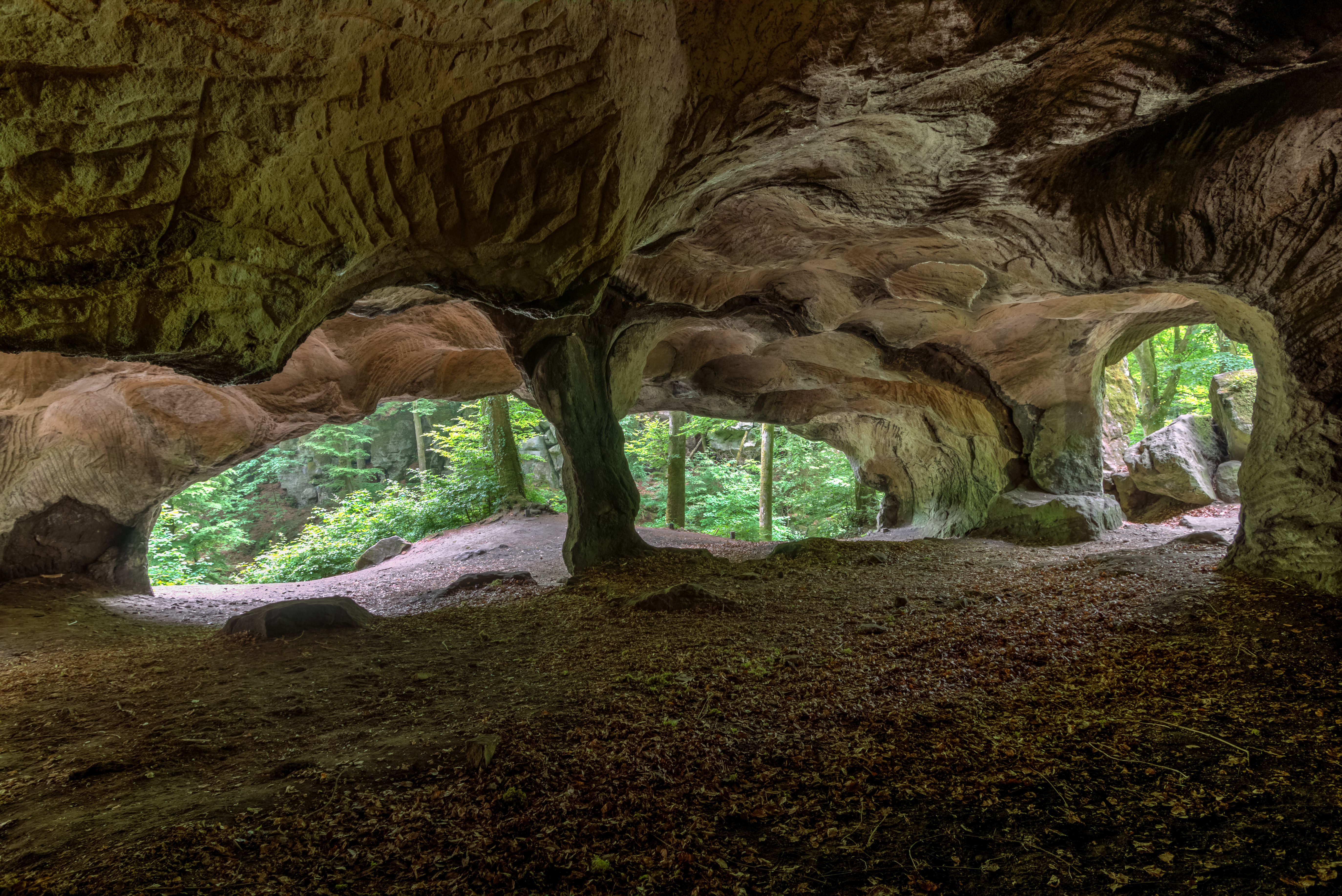
Hohllay（空心岩石）